# بهرام بيغ (مقاطعة غيلانغرب)
بهرام‌بيغ (بالفارسية: بهرام‌بیگ) هي قرية تقع في كرمانشاه في إيران. يقدر عدد سكانها بـ 131 نسمة .